# Kén-jód ciklus
A kén-jód ciklus (S–I ciklus) egy háromlépéses, hidrogénképződéssel járó termokémiai ciklus.
A kén-jód ciklus három kémiai reakcióból áll, a folyamat nettó reakciója a víz felbontása alkotóelemeire: oxigénre és hidrogénre. A többi reakciótermék a cikluson belül visszajáratott, melléktermék nincs. A kén-jód ciklushoz hatékony hőforrásra van szükség.

## A folyamat leírása
| \| \| \| H2O \| \| \| \| ½ O2 \| \| ↓ \| ↑ \| \| \| \| \| \| \| I2 \| → \| Reakció 1 \| ← \| SO2+H2O \| ← \| Elválasztás \| \| ↑ \| \| ↓ \| \| \| \| ↑ \| \| ↑ \| 2 HI + H2SO4 \| 2 SO2 + 2 H2O + O2 \| \| \| \| \| \| ↑ \| ↓ \| ↑ \| \| \| \| \| \| 2 HI Reakció 3 \| ← \| Elválasztás \| → \| H2SO4 \| → \| Reakció 2 \| \| ↓ \| \| \| \| \| \| \| \| H2 \| \| \| \| \| \| \| |              |                    |   |         |   |             |
| |              | H2O                |   |         |   | ½ O2        |
| ↓ | ↑            |                    |   |         |   |             |
| I2 | →            | Reakció 1          | ← | SO2+H2O | ← | Elválasztás |
| ↑ |              | ↓                  |   |         |   | ↑           |
| ↑ | 2 HI + H2SO4 | 2 SO2 + 2 H2O + O2 |   |         |   |             |
| ↑ | ↓            | ↑                  |   |         |   |             |
| 2 HI Reakció 3 | ←            | Elválasztás        | → | H2SO4   | → | Reakció 2   |
| ↓ |              |                    |   |         |   |             |
| H2 |              |                    |   |         |   |             |

A három reakció során a hidrogén termelési folyamata:
1. I2 + SO2 + 2 H2O → 2 HI + H2SO4 (120 °C); Bunsen-reakció
  - A HI elválasztása desztillációval vagy folyadék–folyadék gravitációs elválasztással történik.
2. 2 H2SO4 → 2 SO2 + 2 H2O + O2 (830 °C)
  - A vizet, a SO2-ot és a maradék kénsavat le lehet és kell választani az oxigén termék cseppfolyósításakor.
3. 2 HI → I2 + H2 (450 °C)
  - A jód és a víz vagy SO2 maradvány szintén hűtés után kondenzál és leválasztható a maradék termékgáz hidrogén gáz halmazállapotban.

Nettó reakcióegyenlet: 2 H2O → 2 H2 + O2
A kén-jód ciklusban ezek az elemek visszanyerhetőek és újrahasználhatóak az eljárásban, ezért ez a folyamat körfolyamatnak is tekinthető. A kén-jód ciklus egy kémiai hőerőgép. Hőenergiát fektetünk be a nagynyomású endoterm (2) és (3) reakciók vezetése során, majd a hő kilép a ciklusból az alacsony hőmérsékletű exoterm (1) reakcióból a hűtéssel. A hőenergia minőségromlásából fakadó entrópianövekedés adja a hidrogén-előállítás hajtóerejét.

## Előnyök és hátrányok
A kén-jód körfolyamat jellemzői a következőkben részletezve:
- A reaktánsok folyadékok, amik jól kezelhetőek a folyamatos üzemben;
- Magas energiakihasználtság (50% körüli hatásfok), bár magas hőmérsékletigény (850 °C körül);
- Zárt rendszerben megvalósítható melléktermék és oldószer nélkül;
- Korrozív köztitermékek (jód, kén-dioxid, kénsav, hidrogén-jodid), melyek kezeléséhez magas minőségű szerkezeti anyagokból készült készülékek alkalmasak.
- Felhasználható nap, nukleáris és hibrid (például nap - fosszilis) hőforrással dolgozó alkalmazásokban.
- A leginkább kutatott-fejlesztett termokémiai vízbontó eljárás, bár további fejlesztésre van szükség ipari méretű alkalmazásban.

## Kutatás
A kén-jód ciklus kifejlesztése a General Atomics vállalat keretein belül történt 1970-ben. A Japán Atomenergia Ügynökség (JAEA) által vezetett sikeres kísérletsorozatban a kén-jód ciklus egy héliumhűtésű, nagyhőmérsékletű tesztreaktorhoz kapcsolódóan került alkalmazásra. A HTTR kísérleti reaktor először 1998-ban lett beüzemelve (vált kritikus állapotúvá). A JAEA erre alapozva a jövőbeni negyedik generációs atomreaktorokkal gyártaná ipari méretben a hidrogént. (Japánban a folyamatot IS-ciklusnak nevezik.) Tervek készültek nagy méretű automatizált rendszerekben történő ipari hidrogén előállításra. A kutatások folynak több helyszínen, Amerikában és Európában.

### Anyagtudományi kihívás
A kén-jód ciklus során a műveletek magas hőmérsékletű, korrozív vegyszerekkel történnek akár 1000 °C körüli hőmérsékleten. A szerkezeti anyagok kiválasztása során kulcsfontosságú szempont a korrózióállóság, ami a gazdaságos megvalósíthatóság kulcsa is. A szerkezeti anyagok a következő csoportokból jöhetnek szóba: különleges fémek, szuperötvözetek, kerámiák, polimerek és bevonatok. Néhány anyag például, ami szóba jöhet: tantálötvözetek, nióbiumötvözetek, nemesfémek, különleges szilícium acélok, néhány nikkel alapú szuperötvözet, szilícium-karbid, üveg, szilícium-nitrid és egyebek. Kutatott téma a prototípus méretben hasznát tantál felületi technológia méretnövelése nagyipari megvalósításhoz.

## Hidrogén alapú gazdaság
A kén-jód ciklus egy lehetséges út a hidrogén alapú gazdaság ellátására. Ehhez nincs szükség szénhidrogénekre, mint a gőzzel történő reformálásnál, csak hő szükséges, ami származhat égésből, nukleáris forrásból vagy napenergiából.

## Fordítás
Ez a szócikk részben vagy egészben  a   Sulfur–iodine cycle című angol Wikipédia-szócikk ezen változatának fordításán alapul.  Az eredeti cikk szerkesztőit annak laptörténete sorolja fel. Ez a jelzés csupán a megfogalmazás eredetét és a szerzői jogokat jelzi, nem szolgál a cikkben szereplő információk forrásmegjelöléseként.